# Un lucero en la México
Un Lucero en la México é o primeiro álbum ao vivo da atriz e cantora mexicana Lucero, lançado em 18 de Novembro de 1999 pela gravadora Sony Music. Foram lançados dois CDs: o primeiro com as músicas do gênero pop e o segundo com as do mariachi. Foi gravado no dia 19 de Junho de 1999, durante sua apresentação na Plaza de Toros, no México. Obteve 200 mil cópias vendidas conquistando o disco de ouro no país.

## Informações
Em 19 de Junho de 1999, em comemoração aos seus vinte anos de trajetória artística, Lucero realiza um grande show na Plaza de Toros, no México. Na época, a comemoração ia muito mais além dos vinte anos de carreira. Lucero já era considerada àquela altura, uma das artistas mais populares do México, com então seis milhoes de discos vendidos, saindo constantemente em capas de revistas, sendo aclamada pela crítica especializada, com várias de suas músicas tocando exaustivamente nas rádios do país, conquistando grande audiência com suas novelas e enfim, uma vida pessoal também impecável com um então casamento perfeito.
La Monumental Plaza de Toros, estádio onde Lucero se apresentou e considerada uma das maiores do mundo, comportava 50.000 pessoas e 41.000 compareceram para assistir a artista mexicana. A apresentação já dava sinais de êxito quando somente em três semanas de vendas de ingressos, foram vendidos 10.000, mas por outro lado, naquele mês de Junho, chuvas muito fortes assolavam a Cidade do México, ameaçando a realização do evento. O problema mais grave que ocorreu, levando quase ao cancelamento da apresentação, foi em um dia antes, em 18 de Junho, em que surgiu um forte redemoinho, por fim danificando todo o equipamento de som do show, tendo um prejuízo de mais de $ 20.000.00,00. Por sorte, na manhã do mesmo dia da apresentação, as chuvas pararam dando a condição de se realizar o evento à noite. Alguns meses após a apresentação, a emissora Canal de las Estrellas acabou exibindo-a como um especial, incluindo também uma entrevista exclusiva com Lucero.

## Faixas
Na primeira parte da apresentação, Lucero somente interpreta suas canções do gênero pop e na segunda, canta somente as de mariachi. Nesta parte, além de interpretar canções dos quatro álbuns que tem gravado deste gênero, Lucero também interpreta pela primeira vez as canções "La Media Vuelta", "Qué Bonito Amor", "Un Mundo Raro", "No Volveré", "El Noa Noa", "Flores de Amor", "No Tengo Dinero", "Será Mañana", "Una Aventura", "Volver, Volver" e "El Son de la Negra".
| Un Lucero en la México — CD 1 |                                                                                        |         |  |
| N.º                           | Título                                                                                 | Duração |  |
| 1.                            | "Introducción"                                                                         | 2:22    |  |
| 2.                            | "Historia de Amores"                                                                   | 4:28    |  |
| 3.                            | "Tácticas de guerra"                                                                   | 3:43    |  |
| 4.                            | "Veleta"                                                                               | 5:19    |  |
| 5.                            | "Una vez más"                                                                          | 5:02    |  |
| 6.                            | "Quiero"                                                                               | 4:35    |  |
| 7.                            | "Siempre contigo"                                                                      | 4:55    |  |
| 8.                            | "Medley: Amor secreto/Fuego y Ternura/Tu desdén/Corazón a la Deriva/Tanto"             | 7:25    |  |
| 9.                            | "Sobreviviré"                                                                          | 5:39    |  |
| 10.                           | "Ya no"                                                                                | 3:15    |  |
| 11.                           | "Medley: Caso Perdido/Siempre Te Seguiré/Millones Mejor Que Tú/Todo el Amor del Mundo" | 5:51    |  |
| 12.                           | "Toda la noche"                                                                        | 1:59    |  |
| 13.                           | "Piel de ángel"                                                                        | 2:32    |  |
| 14.                           | "Cuéntame"                                                                             | 6:24    |  |
| 15.                           | "Vete Con Ella"                                                                        | 8:29    |  |
| Duração total:                | Duração total:                                                                         | 60:49   |  |

| Un Lucero en la México — CD 2 |                                                                             |         |  |
| N.º                           | Título                                                                      | Duração |  |
| 1.                            | "Si Nos Dejan"                                                              | 4:01    |  |
| 2.                            | "Que no quede huella"                                                       | 3:16    |  |
| 3.                            | "Corazón lastimado"                                                         | 3:15    |  |
| 4.                            | "Se Me Olvidó Otra Vez"                                                     | 2:53    |  |
| 5.                            | "El Milagro"                                                                | 2:47    |  |
| 6.                            | "Popurrí: La Media Vuelta/Qué Bonito Amor/Un Mundo Raro/No Volveré"         | 6:14    |  |
| 7.                            | "Me Estás Quemando"                                                         | 4:11    |  |
| 8.                            | "Y volveré"                                                                 | 4:25    |  |
| 9.                            | "Desviste mi boca"                                                          | 3:10    |  |
| 10.                           | "De Qué Manera Te Olvido"                                                   | 3:15    |  |
| 11.                           | "Amor Eterno"                                                               | 5:25    |  |
| 12.                           | "Popurrí: El Noa Noa/Flores de Amor/No Tengo Dinero/Será Mañana/El Noa Noa" | 6:14    |  |
| 13.                           | "Una Aventura"                                                              | 3:26    |  |
| 14.                           | "Tristes recuerdos"                                                         | 5:55    |  |
| 15.                           | "Llorar"                                                                    | 3:01    |  |
| 16.                           | "Volver, Volver"                                                            | 3:08    |  |
| 17.                           | "El Son de la Negra"                                                        | 1:54    |  |
| Duração total:                | Duração total:                                                              | 64:40   |  |

## Singles
| #  | Título                              | MÉX |
| -- | ----------------------------------- | --- |
| 1. | "Quiero"                            | #7  |
| 2. | "Popurrí Juan Gabriel (Radio Edit)" | #10 |

## Charts
| Chart (1999) | Posição |
| ------------ | ------- |
| México       | 1       |

## Vendas e certificações
| Região | Certificação | Vendas/certificação |
| --- | ------------ | ------------------- |
| México (AMPROFON) | Ouro         | 200.000*            |
| *vendas baseadas apenas na certificação ^distribuições baseadas apenas na certificação xdistribuições não-especificadas baseadas apenas na certificação |              |                     |

## Histórico de lançamentos
| País   | Data                   | Formato(s) | Gravadora(s)                                                      | Ref.  |
| ------ | ---------------------- | ---------- | ----------------------------------------------------------------- | ----- |
| México | 18 de Novembro de 1999 | Cassete CD | Sony Music Entertainment México Columbia Records Fonovisa Records | [ 7 ] |
| EUA    | 2000                   | CD         | Sony Discos                                                       | [ 7 ] |